# Vanga de casc
El vanga de casc (Euryceros prevostii) és una espècie d'au de la família dels vangidae i l'únic representant del gènere Euryceros. Es creu que el parent més proper dins la família és el Schetba rufa, que s'hauria separat del vanga de casc fa uns 800 000 anys. El nom específic, prevostii, el rep pel naturalista francès Florent Prévost.

## Descripció
És un vanga gran, la segona espècie més grossa de la família, després del Falculea palliata. Mesura entre 28-31 cm i pesa 84-114 g. La seva característica més distintiva és un gran bec arquejat, amb 51 mm de longitud i 30 mm d'amplada. El plomatge del cap, coll, gola, pit i ventre és de color blau fosc, com les plomes de vol i les remeres de l'ala. El mantell, part posterior i la resta de les ales són de color taronjós. La cua, llarga i ampla, és negra a la part inferior i taronjosa a la superior. El bec és blau brillant amb la punta negra. Tots dos sexes són similars.

## Distribució i hàbitat
L'au és endèmica de l'illa de Madagascar i la seva àrea de distribució es restringeix a les zones baixes dels boscos humits de muntanya del nord-est de l'illa, entre Tsaratanana i Mantadia. Només habita en boscos primaris, generalment per sota dels 800 m d'altitud, on és poc comú i amb una distribució desigual.

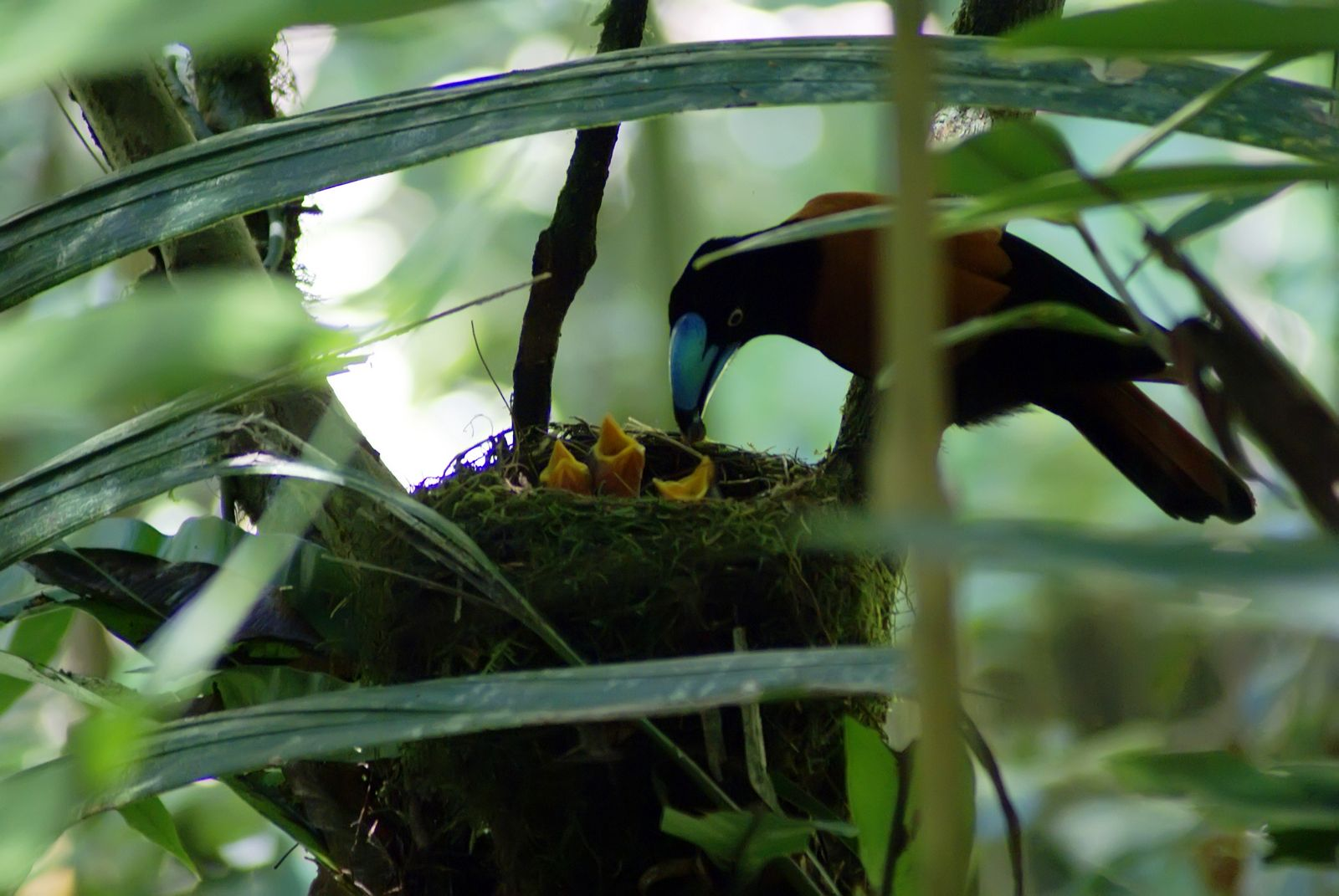
Exemplar de vanga de casc adult alimentant tres pollets al niu

## Conducta
Els individus adults s'alimenten principalment d'insectes grans, però els aliments que porten a les cries al niu poden ser més variats, com caragols, llangardaixos, aranyes i crancs. Captura les preses a troncs i entre les branques dels arbres, i també a terra.

### Cicle vital
Els vangues de casc són monògams i de temporada. L'època de reproducció va d'octubre a gener a la península de Masoala. Tots dos sexes treballen en la construcció del niu, que té forma de copa d'uns 15 cm de diàmetre, i està construït amb de fibres vegetals, molses i branques, i que situen en alguna forquilla formada per les branques d'un arbre, a uns 2,4 m del terra. Hi ha registres d'un ritual de festeig del mascle alimentant a la femella abans de la còpula. La niuada és de dos o tres ous de color blanc rosat.